# Polyalthia igniflora
Polyalthia igniflora este o specie de plante din genul Polyalthia, familia Annonaceae, descrisă de David Mark Johnson. Conform Catalogue of Life specia Polyalthia igniflora nu are subspecii cunoscute.